# Wizinga
Wizinga (ros. Визинга) – wieś (sieło) w Rosji, w Republice Komi, ośrodek administracyjny rejonu sysolskiego. W 2010 liczyła 6810 mieszkańców.

## Urodzeni
- Pawieł Bieznosow – radziecki polityk.